# Fabian Bredlow
Fabian Bredlow (ur. 2 marca 1995 w Berlinie) – niemiecki piłkarz występujący na pozycji bramkarza w niemieckim klubie VfB Stuttgart. Wychowanek Herthy Zehlendorf, w trakcie swojej kariery grał także w takich zespołach, jak RB Leipzig, Red Bull Salzburg, Liefering, Hallescher oraz 1. FC Nürnberg. Młodzieżowy reprezentant Niemiec.